# Thrilling love
Thrilling love è un film erotico del 1989 diretto da Maurizio Pradeaux.

## Trama
Il produttore Tony legge giorno dopo giorno la sceneggiatura del film Love for you scritta da Katia e ambientata a Capri. Il copione racconta la storia di Alberto e Ingrid: in diverse occasioni il marito spia i rapporti sessuali che la moglie ha con Michel, un turista francese incontrato casualmente. La coppia conosce anche Peppino e la sua fidanzata Katrine che successivamente si fidanza con Mirko. Durante una festa Katrina tenta di fare sesso con Alberto ma scopre che è evirato: l'uomo racconta che quando la sua prima moglie Janine aveva scoperto che la tradiva con Ingrid per la rabbia gli aveva amputato il pene. Da quel momento l'unico modo per eccitarsi sessualmente era assistere ai rapporti sessuali di Ingrid con altri uomini utilizzando come segnale un orologio con carillon per allontanarsi e lasciare Ingrid indisturbata. Dopo aver completato la lettura del copione, Tony si trova a casa di Katia e notando che suo marito all'improvviso se ne va e che possiede un orologio simile a quello di Tony capisce che il copione racconta una storia realmente vissuta della sceneggiatrice.